# Johann Friedrich Braunstein
Johann Friedrich Braunstein (russisch Иоганн Фридрих Браунштейн) war ein deutsch-russischer Architekt im Dienste Peters I. und Vertreter des Petrinischen Barocks.

## Leben
Braunstein stammte aus Nürnberg und arbeitete in Berlin als Assistent Andreas Schlüters.
Nach dem Tode Friedrichs I. ging Schlüter 1713 mit Braunstein auf Einladung Peters I. nach St. Petersburg. Dort beteiligte sich Braunstein an den Basreliefs für die Fassade des Sommer-Palais Peters I. im Sommergarten.
Nach Schlüters Tod im Frühjahr 1714 übernahm Braunstein Schlüters Position und war nun verantwortlich für die gesamte Bautätigkeit in Peterhof. Dazu gehörten verschiedene Gebäude, aus denen der Große Palast entstand, und der Pavillon Mon Plaisir (1714–1723). 1716 wurde Jean-Baptiste Alexandre Le Blond Braunsteins Vorgesetzter. 1717 baute Braunstein auf Katarinas I. Landgut Sarisa (Zaritzhof) den ersten Katharinenpalast, der dann später durch den Großen Katharinenpalast ersetzt wurde. Nach Le Blonds Tod 1719 führte Braunstein wieder allein die Arbeiten fort. Anfang der 1720er Jahre bekam er Nicola Michetti vorgesetzt. 1722 versuchte Braunstein vergeblich, Michetti zu entfernen. Er baute die Große Grotte und Kaskaden, aus denen die Große Kaskade entstand. Es folgten weitere Kaskaden und Fontänen. Er baute das Palais Marly (1720–1723), das an Peters I. Aufenthalt 1717 auf Schloss Marly-le-Roi erinnert, und den Eremitage-Pavillon (1721–1724). Die Große Orangerie (1722–1725) baute er zusammen mit Michail Grigorjewitsch Semzow.
Braunstein spielte eine bedeutende Rolle beim Aufbau Kronstadts. Dort baute er für Fürst Alexander Danilowitsch Menschikow den Italienischen Palast (1720–1724). Auch arbeitete er in Oranienbaum an Menschikows Großen Palast, in Strelna und am Großen Katharinenpalast in Zarskoje Selo.
Nach dem Tode Peters I. 1725 verlor Braunstein seine Stelle in Peterhof. Er arbeitete nun in der St. Petersburger Baukanzlei. Nach dem Regierungsantritt Peters II. 1727 wurde Braunstein aus der Kanzlei beurlaubt und im Januar 1728 aus dem russischen Staatsdienst entlassen. Im Februar 1728 kehrte er nach Deutschland zurück.

## Werke

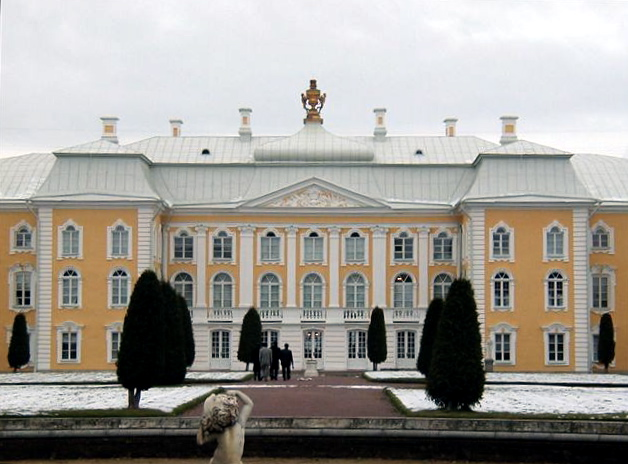
Großer Palast, Peterhof
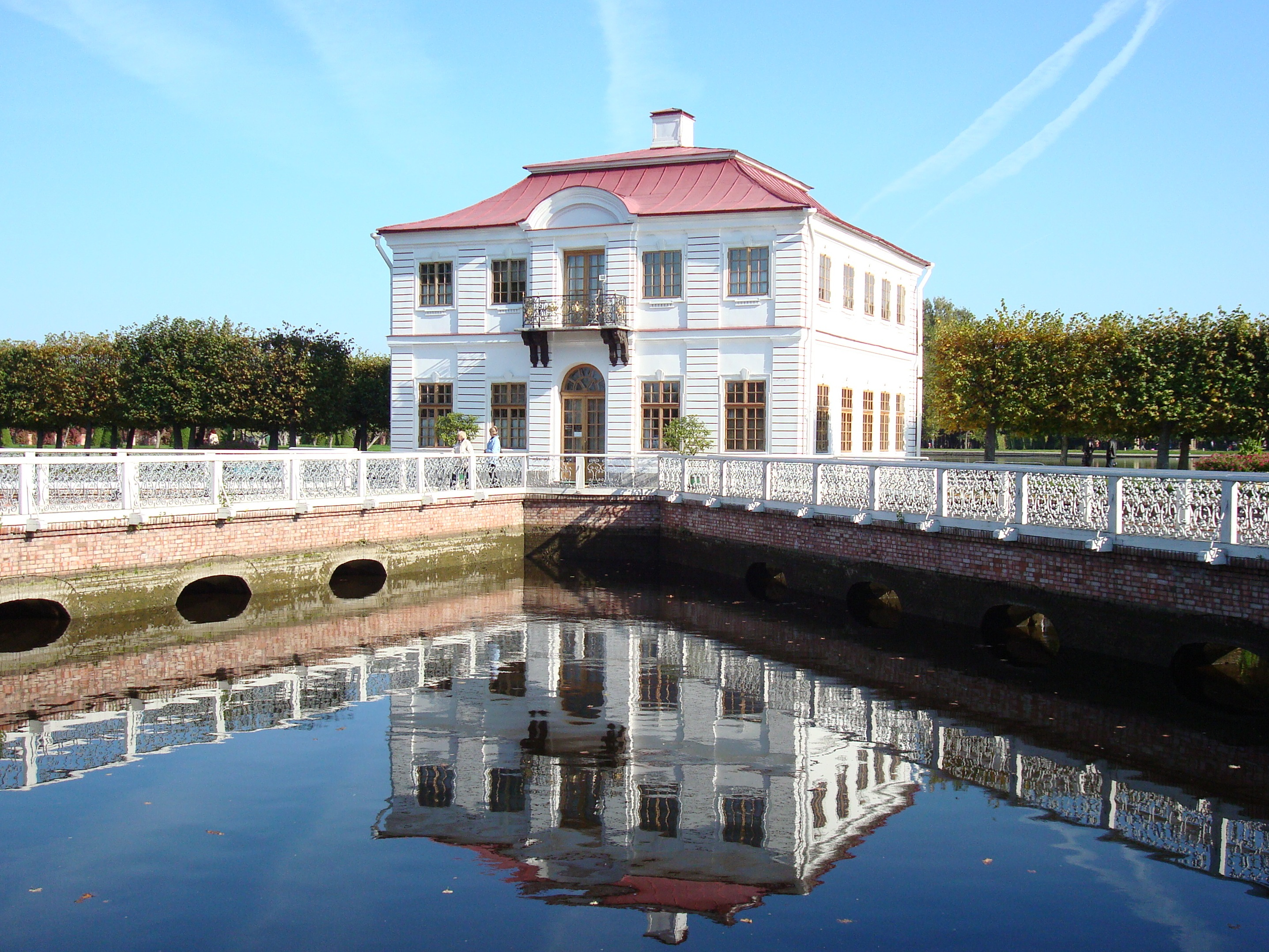
Palais Marly, Peterhof
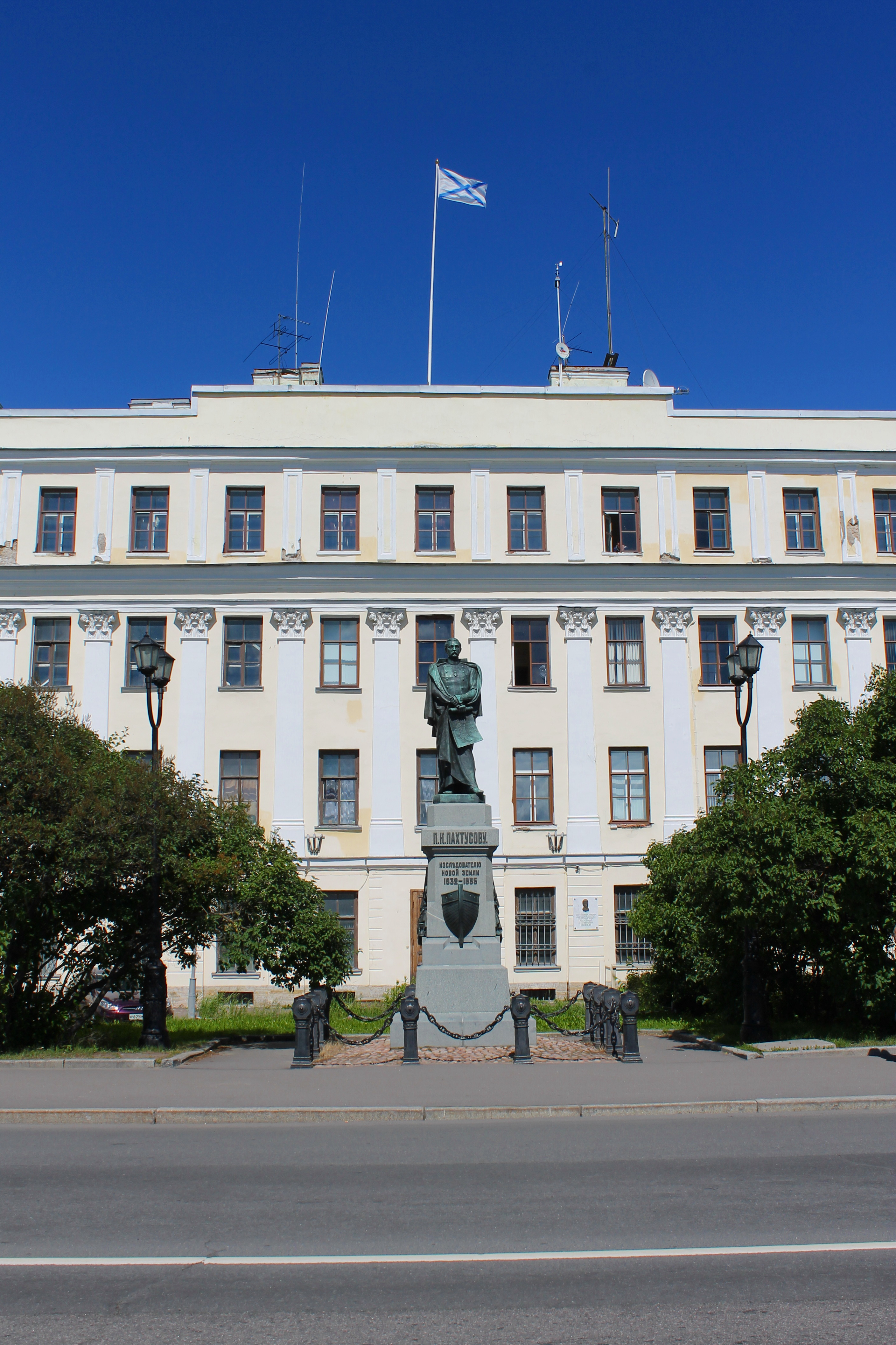
Italienischer Palast, Kronstadt
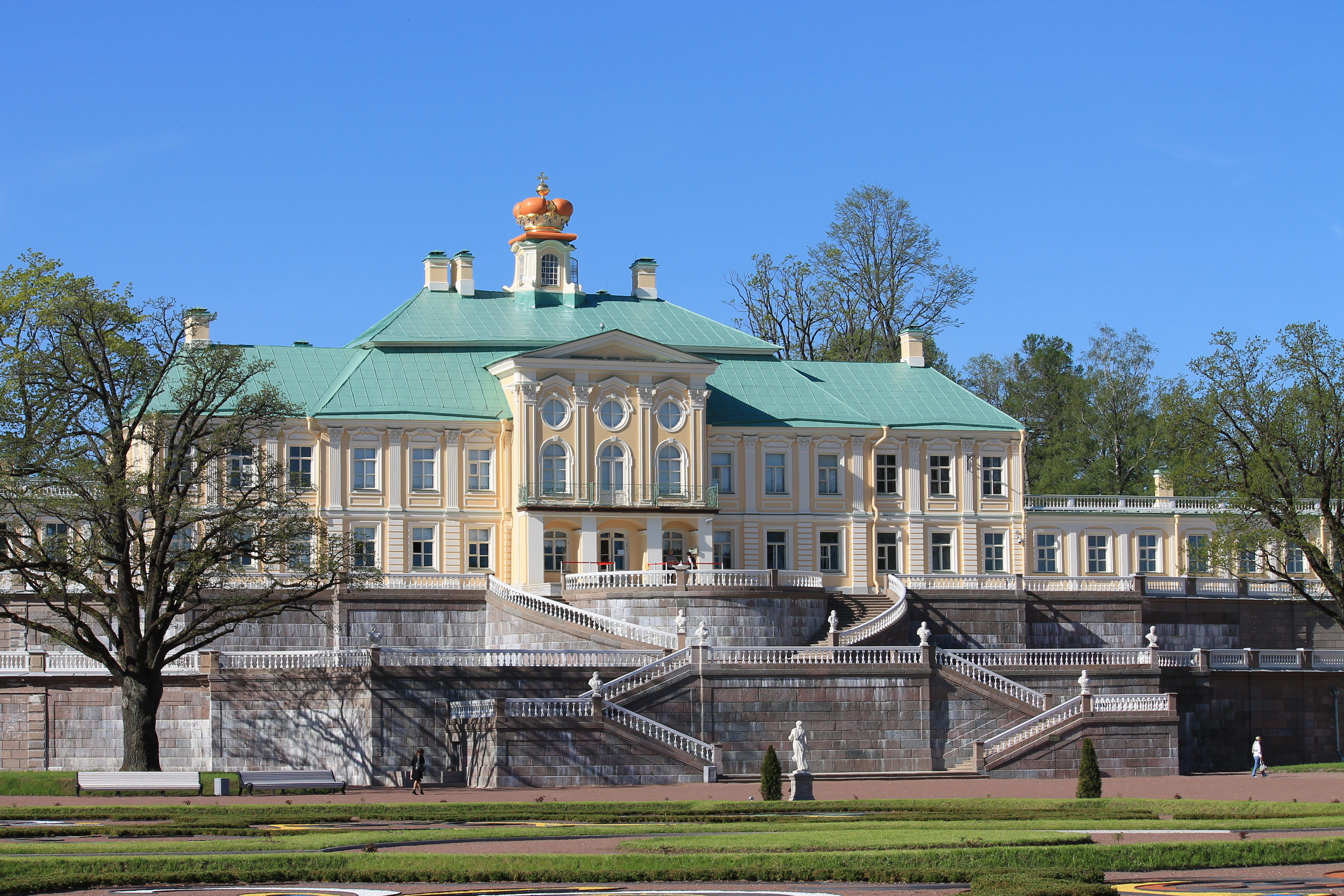
Menschikows Großer Palast, Oranienbaum
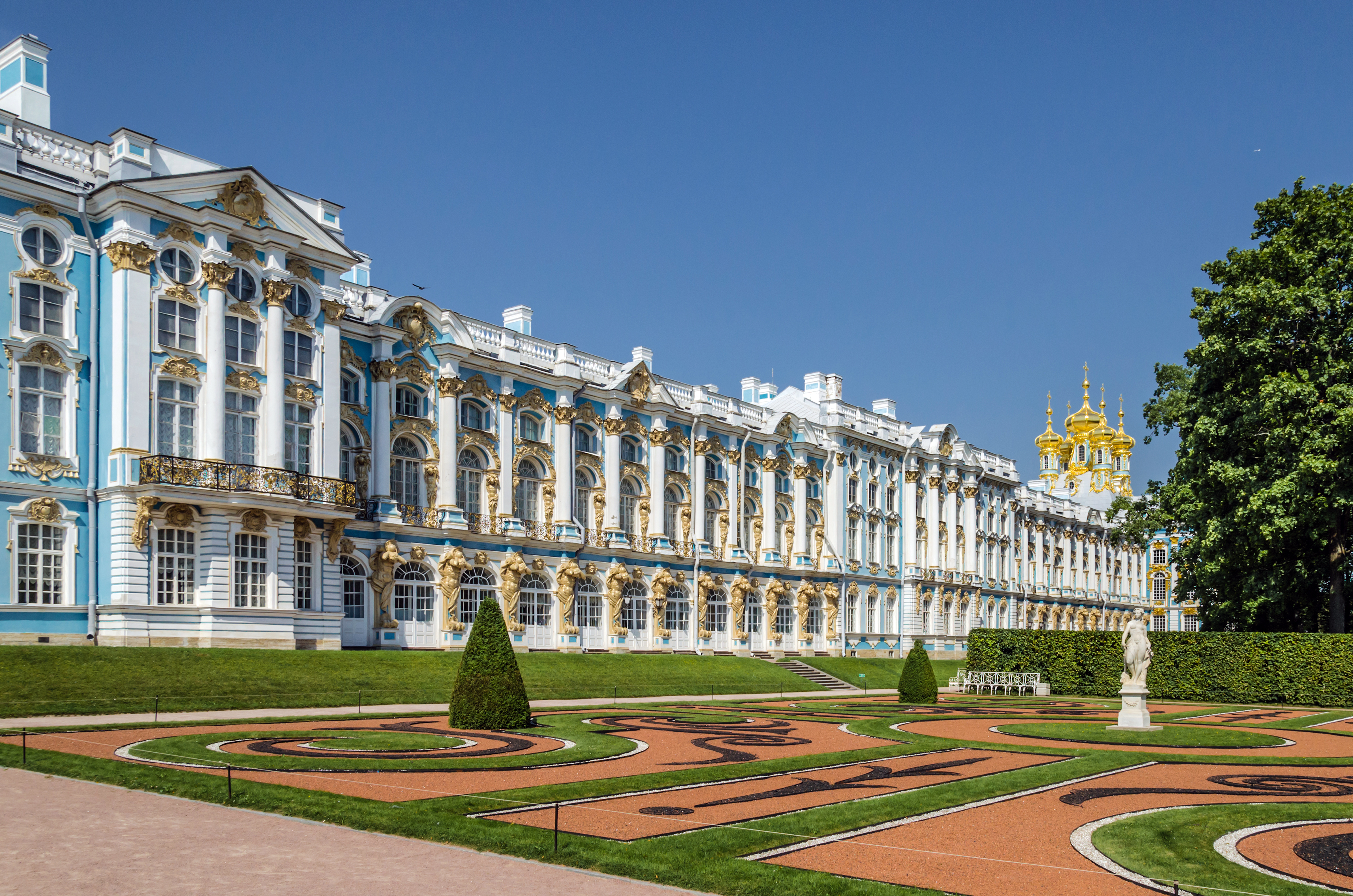
Großer Katharinenpalast, Zarskoje Selo